# Riverton (Washington)
Riverton az Amerikai Egyesült Államok északnyugati részén, Washington állam King megyéjében elhelyezkedő egykori statisztikai település, 2010 előtt Riverton–Boulevard Park része. A 2010. évi népszámláláskor 6407 lakosa volt.
A települést 2010-ben Burienhez csatolták.

## Fordítás
- Ez a szócikk részben vagy egészben  a   Riverton, Washington című angol Wikipédia-szócikk ezen változatának fordításán alapul.  Az eredeti cikk szerkesztőit annak laptörténete sorolja fel. Ez a jelzés csupán a megfogalmazás eredetét és a szerzői jogokat jelzi, nem szolgál a cikkben szereplő információk forrásmegjelöléseként.